# Кулоновское увлечение
Кулоновское увлечение (англ. Coulomb drag) — процесс взаимодействия пространственно разделённых зарядов посредством кулоновского взаимодействия. Проявляется в двухслойных структурах с металлическими слоями, разделёнными туннельно непрозрачным изолятором, когда ток, протекающий в одном из слоёв, создаёт ток в другом слое при замкнутой электрической цепи в этом слое или напряжение при разомкнутой цепи. Эффект был теоретически предсказан в работе советского учёного М. Б. Погребинского.

## Суть явления
Рассмотрим два проводника, разделённых непроводящим материалом. (В случае гетероструктуры, состоящей из GaAs — квантовых ям, разделённых барьером в виде AlAs). Туннельный ток между квантовыми ямами при низких температурах отсутствует в такой структуре благодаря достаточно толстому слою изолятора (AlAs). Тем не менее, электрическое поле носителей заряда в одном слое может влиять на носители тока во втором слое. Оказывается, что при протекании тока в одном слое, называемом активным слоем, носители заряда из второго слоя — соответственно, пассивного, — испытывают увлечение. В этом случае импульс и энергия носителей активного слоя может переноситься в пассивный слой и создавать ток при замкнутой цепи или напряжение, препятствующее протеканию тока, при разомкнутой цепи. Это, в частности, приводит к дополнительному электрическому сопротивлению в активном слое из-за трения. Тогда кулоновское увлечение может дать информацию о деталях электрон-электронного взаимодействия в разных слоях полупроводника.
Чтобы описать взаимодействие между слоями, вводят следующую характеристику (сопротивление увлечения, англ. drag resistance)
{\displaystyle R_{D}=-{\frac {V_{2}}{I_{1}}}},
где V2 — напряжение, измеренное в пассивном слое, I1 — ток активного слоя.

### Феноменологическая модель
Погребинский рассмотрел взаимодействие двух проводящих слоёв в модели Друде.
{\displaystyle {\frac {d{\textbf {v}}_{1}}{dt}}={\frac {e}{m_{1}}}{\textbf {E}}_{1}+{\frac {e}{m_{1}}}[{\textbf {v}}_{1}\times {\textbf {B}}]-{\frac {{\textbf {v}}_{1}}{\tau _{1}}}-{\frac {{\textbf {v}}_{1}-{\textbf {v}}_{2}}{\tau _{D}}}},
{\displaystyle {\frac {d{\textbf {v}}_{2}}{dt}}={\frac {e}{m_{2}}}{\textbf {E}}_{2}+{\frac {e}{m_{2}}}[{\textbf {v}}_{2}\times {\textbf {B}}]-{\frac {{\textbf {v}}_{2}}{\tau _{2}}}-{\frac {{\textbf {v}}_{2}-{\textbf {v}}_{1}}{\tau _{D}}}},
где e — заряд электрона, vi, mi, Ei, τi — дрейфовая скорость, эффективна масса, электрическое поле, время релаксации по импульсам для частиц в слое i, соответственно. Первое слагаемое описывает кулоновскую силу, второе — силу Лоренца, третье — затухание, и последнее отвечает за взаимодействие между слоями с соответствующим временем увлечения τD. При малом взаимодействии между слоями, когда τD>>τi, транспорт полностью независим в двух слоях и теория Друде даёт обычные выражения для тензора сопротивления (см. магнитосопротивление). В другом предельном случае сильного взаимодействия или идеальных проводников, когда τD<<τi, тензор сопротивления определяется взаимодействием между слоями и создаётся ситуация идеального увлечения. В промежуточном случае нужно ввести обычный тензор {\displaystyle \rho _{\alpha \beta }^{(ij)}}, где индексы i, j относятся к разным проводящим слоям, а греческие индексы α, β определяют пространственные компоненты. Тогда для компонент тензора сопротивлений
{\displaystyle \rho _{xx}^{(12)}=-{\frac {m_{2}}{e^{2}n_{1}\tau _{D}}}},
{\displaystyle \rho _{xx}^{(11)}={\frac {m_{1}}{e^{2}n_{1}}}\left({\frac {1}{\tau _{1}}}+{\frac {1}{\tau _{D}}}\right)},
{\displaystyle \rho _{yx}^{(11)}={\frac {B}{en_{1}}}}.
Заметим, что отсутствует холловское увлечение и вклад в кулоновское увлечение вносит только продольная компонента тензора сопротивлений и она в этой модели не зависит от магнитного поля.